# Back Into Your System
Back Into Your System è il terzo album in studio del gruppo musicale statunitense Saliva, pubblicato nel 2002.
Nel 2003 l'album è stato premiato dalla RIAA con un disco d'oro.

## Tracce
1. Superstar II – 3:21
2. Weight of the World – 4:28
3. Always – 3:51
4. Back into Your System – 4:31
5. All Because of You – 4:42
6. Raise Up – 3:45
7. Separated Self – 4:01
8. Rest in Pieces – 3:46
9. Storm – 4:21
10. Holdin On – 4:21
11. Pride – 2:53
12. Famous Monsters – 4:43

Tracce bonus:
1. "Click Click Boom" - 4:11

Video bonus: (Edizione Speciale Regno Unito)
1. "Your Disease"
2. "Click Click Boom"

## Posizioni in classifica

### Album
| Anno | Hit parade        | Posizione |
| ---- | ----------------- | --------- |
| 2002 | The Billboard 200 | #19       |

### Singoli
| Anno | Singolo          | Hit parade             | Posizione |
| ---- | ---------------- | ---------------------- | --------- |
| 2002 | "Always"         | Billboard Hot 100      | #51       |
| 2002 | "Always"         | Mainstream Rock Tracks | #2        |
| 2002 | "Always"         | Modern Rock Tracks     | #1        |
| 2003 | "Rest in Pieces" | Billboard Hot 100      | #93       |
| 2003 | "Rest in Pieces" | Mainstream Rock Tracks | #11       |
| 2003 | "Rest in Pieces" | Modern Rock Tracks     | #20       |
| 2003 | "Rest in Pieces" | Adult Top 40           | #17       |
| 2003 | "Raise Up"       | Mainstream Rock Tracks | #29       |

## Formazione
Gruppo
- Josey Scott - cantante solista, chitarra acustica, percussioni
- Wayne Swinny - cantante solista, chitarra ritmica, voce di sottofondo
- Chris D'Abaldo - chitarra ritmica, voce di sottofondo
- Paul Crosby - batteria
- Dave Novotny - basso, voce di sottofondo

Produzione e composizione
- Bob Marlette - produttore
- James Michael - compositore